# Esportes de força
Esportes de força é um nome genérico para os esportes que exigem a força muscular e onde a força máxima dos músculos é frequentemente decisiva para o resultado. Alguns esportes de força exigem uma combinação de força e explosividade, como o halterofilismo. Outros exigem a combinação de força e resistência, como o remo. Fisiculturismo é geralmente contado entre os esportes de força, embora o torque competitivo em si não é um teste de força, mas o treinamento consiste em treinamento de força (musculação). 
Exemplos:
- Halterofilismo
- Levantamento de peso básico (powerlifting)
- Fisiculturismo
- Atletismo de força (strongman)
- Kettlebell lifting [en]
- Grip strength [en]
- Levantamento de pedras [en]

Alguns desses esportes são adaptados para deficientes físicos, como o levantamento de peso paraolímpico.